# Kacprów
Kacprów [pronunciación en polaco: /ˈkat͡spruf/] es un pueblo ubicado en el distrito administrativo de Gmina Wola Krzysztoporska, dentro del distrito de Piotrków, voivodato de Łódź, en Polonia central. Se encuentra aproximadamente a 3 kilómetros al suroeste de Wola Krzysztoporska, a 12 kilómetros al suroeste de Piotrków Trybunalski, y a 51 kilómetros al sur de la capital regional Łódź.